# Anosia ismare
Anosia ismare är en fjärilsart som beskrevs av Pieter Cramer 1782. Anosia ismare ingår i släktet Anosia och familjen praktfjärilar. Inga underarter finns listade i Catalogue of Life.